# Кларенс (Пенсільванія)
Кларенс (англ. Clarence) — переписна місцевість (CDP) в США, в окрузі Сентр штату Пенсільванія. Населення — 604 особи (2020).

## Географія
Кларенс розташований за координатами 41°2′54″ пн. ш. 77°56′46″ зх. д. / 41.04833° пн. ш. 77.94611° зх. д. (41.048426, -77.945990).  За даними Бюро перепису населення США в 2010 році переписна місцевість мала площу 4,27 км², уся площа — суходіл.

## Демографія
Згідно з переписом 2010 року, у переписній місцевості мешкало 626 осіб у 250 домогосподарствах у складі 175 родин. Густота населення становила 147 осіб/км².  Було 281 помешкання (66/км²).
Расовий склад населення:
| - 99,7 % — білих - 0,3 % — корінних американців |

До двох чи більше рас належало 0,0 %. Частка іспаномовних становила 0,3 % від усіх жителів.
За віковим діапазоном населення розподілялося таким чином: 23,8 % — особи молодші 18 років, 59,3 % — особи у віці 18—64 років, 16,9 % — особи у віці 65 років та старші. Медіана віку мешканця становила 41,0 року. На 100 осіб жіночої статі у переписній місцевості припадало 103,9 чоловіків;  на 100 жінок у віці від 18 років та старших — 98,8 чоловіків також старших 18 років.
Середній дохід на одне домашнє господарство  становив 57 583 долари США (медіана — 49 219), а середній дохід на одну сім'ю — 63 977 доларів (медіана — 58 750). За межею бідності перебувало 6,7 % осіб, у тому числі 20,1 % дітей у віці до 18 років та 2,8 % осіб у віці 65 років та старших.
Цивільне працевлаштоване населення становило 309 осіб. Основні галузі зайнятості: освіта, охорона здоров'я та соціальна допомога — 28,8 %, виробництво — 13,9 %, транспорт — 11,0 %.